# Frederick Haines
Sir Frederick Paul Haines (Kirdford, 10 agosto 1819 – Londra, 11 giugno 1909) è stato un generale britannico.
Haines era figlio di un curato ed apparteneva ad una famiglia di origini scozzesi, trasferitasi nel Wessex nel 1802; inoltre la sua zia paterna, rimasta in Scozia, sarebbe divenuta nonna di un altro generale, George Milne, I barone Milne.
Destinato a divenire un ecclesiastico come suo padre, compì gli studi di teologia presso il ginnasio locale e l'Oriel College, Università di Oxford; laureatosi, lasciò gli studi per entrare nell'esercito britannico e nel 1839 fu commissionato come sottotenente nel 4th Regiment of Foot. Haines partecipò alla Guerra di Crimea con il grado di maggiore e durante la Battaglia di Inkerman, in quanto ufficiale più anziano tenne il comando delle barricate britanniche per ben sei ore, difendendosi coraggiosamente dagli attacchi delle truppe russe. In seguito a questo avvenimento fu promosso capitano e ricevette l'Ordine del Bagno.
Nel 1860 fu posto al comando dell'8th Regiment of Foot con il grado di general maggiore; nel 1865 fu inviato in India come comandante generale della Divisione Mysore nell'armata di Madras. Dal 1870 al 1871 fu quartiermastro-generale dell'esercito britannico, succedendo a Sir James Hope Grant e divenendo nel 1870 comandante della Madras Army. Dal 1876 al 1881 fu comandante in capo delle forze britanniche in India, succedendo a Robert Napier, I barone Napier di Magdala.
Tornato in patria, nel 1890 fu creato maresciallo di campo; lasciato l'esercito si ritirò a vita privata. Morì l'11 giugno 1909 ad ottantanove anni e fu sepolto nel cimitero di Brompton, a Londra. Nel 1856 aveva sposato Charlotte Miller, la quale gli diede tre figli.